# The Perfect Drug
„The Perfect Drug” Versions (znany także jako Halo 11) – EP zespołu Nine Inch Nails wydane w roku 1997. Zawiera remiksy utworu „The Perfect Drug”, napisanego przez Reznora do filmu Davida Lyncha Zagubiona autostrada.
Wydano dwie wersje EP, europejską i amerykańską.
„The Perfect Drug” została zamieszczona na oryginalnym soundtracku filmu, jak i na albumach „We’re in This Together” CD3, „Into the Void”, halo 11 w wersji europejskiej. Teledysk znajdował się na VHS Closure.

## Lista utworów

### Wersja amerykańska
(Halo 11)
1. „The Perfect Drug (Remixed by Meat Beat Manifesto)” – [7:24]
2. „The Perfect Drug (Remixed by Plug)” – [6:53]
3. „The Perfect Drug (Remixed by Nine Inch Nails)” – [8:19]
4. „The Perfect Drug (Remixed by Spacetime Continuum)” – [5:42]
5. „The Perfect Drug (Remixed by The Orb)” – [6:12]

### Wersja europejska
(Halo 11)
1. „The Perfect Drug (Remixed by Meat Beat Manifesto)” – [7:24]
2. „The Perfect Drug (Remixed by Plug)” – [6:53]
3. „The Perfect Drug (Remixed by Nine Inch Nails)” – [8:19]
4. „The Perfect Drug (Remixed by Spacetime Continuum)” – [5:42]
5. „The Perfect Drug (Remixed by The Orb)” – [6:12]
6. „The Perfect Drug (Original Version)” – [5:16]